# تل اشرفی
تل اشرفی مربوط به سده‌های اولیه دوران‌های تاریخی پس از اسلام است و در شهرستان فیروزآباد، سمت چپ زمینهای زراعی قطب آباد واقع شده و این اثر در تاریخ ۱۱ دی ۱۳۸۰ با شمارهٔ ثبت ۴۵۱۱ به‌عنوان یکی از آثار ملی ایران به ثبت رسیده است.